# 岩井半四郎

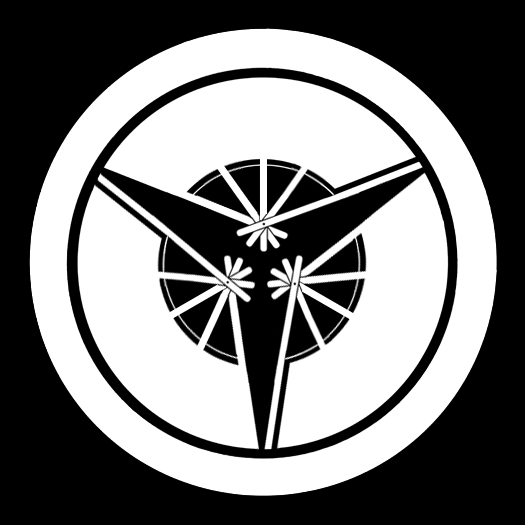
丸に三ツ扇

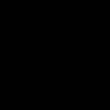
杜若丁字

岩井 半四郎（いわい はんしろう）は、歌舞伎役者の名跡。屋号は大和屋。定紋は丸に三ツ扇（まるに みつおおぎ）、替紋は杜若丁字（かきつばた ちょうじ）。定紋の丸に三ツ扇は初代の生家が扇商だったことに由来する。

## 解説
「岩井半四郎」は初代から三代目までが上方歌舞伎で活躍する立役で、大坂岩井座の座元も兼ねる大名跡として知られていた。四代目以降は系統がまったく異なるばかりか、後期江戸歌舞伎から明治歌舞伎において「岩井半四郎」は女形を代表する大看板の一つとして知られていた。
三代目半四郎は娘・おまんを四代目市川團十郎の後添えとして嫁がせていたが、宝暦10年にこの娘と婿を江戸に訪ねると、そこで客死してしまった。この知らせを大坂で聞いた初代中村富十郎は「岩井半四郎」が絶えてしまうことを惜み、自身の高弟で養子に迎えていた二代目岩井半之助にこの大名跡を襲名させることにした。富十郎は初代半四郎の孫娘を妻としていた縁から、岩井家のことは他人事にはできなかったのである。
これに納得できなかったのが三代目半四郎を看取ったおまつと團十郎だった。彼らもまた当然のことながら「岩井半四郎」が絶えることを憂い、この大名跡を襲名するにふさわしい役者に思いを廻らせていたのである。それは團十郎の高弟で、一座では自らの相方として常に傍らに置いていた二代目松本七蔵という者だった。團十郎にとっては自身の前々名を二代目として襲名させるほど目にかけていた役者で、一座には他に相方がつとまる女形はいなかったが、それでも本人の将来を考えてひと働きしようと決意した。
相談もなく養子に「岩井半四郎」を襲名させたことについて、團十郎からその経緯を問われると富十郎は返答に苦慮した。いかに妻が従姉妹同士とはいえ、先代の娘を妻にしている團十郎の言い分の方が筋が通る。そこで富十郎もあえて争わず、養子には「岩井半四郎」を返上させて代わりに自身の義父の名跡「中村新五郎」を襲名させた。これをうけて團十郎は、二代目七蔵を妻・おまつを介して岩井宗家を相続させたうえで、改めてこれに四代目岩井半四郎を襲名させたのである。

### 令和期の名跡復活
岩井半四郎の名跡は10代目が亡くなったのち後継者がなく、しばらく空席となっていたが、2020年に10代目の娘で女優・日本舞踊家の岩井友見が日本舞踊の名跡としてこれを継ぎ、11代目を襲名することを発表。同年5月に東京・国立劇場で襲名披露公演を開く予定であったが、新型コロナウイルス感染症の世界的流行 (2019年-)の影響を受け、襲名を一年延期した。

## 岩井半四郎代々
- 初代 岩井半四郎
  - 摂津国有馬の人、1652–99。
  - 初代岩井半之助 → 岩井半太夫 → 初代岩井半四郎

- 二代目 岩井半四郎
  - 初代の長男、生年不詳–1710頃。はじめ女形、のち立役に転じる。
  - 岩井亀松 → 二代目岩井半四郎

- （旧伝三代目 岩井半四郎）
  - 初代の次男、生年未詳-1713頃。兄である二代目の没後座元と岩井半四郎の名跡を相続。文化年間頃までの資料では岩井半四郎の代々に数えられている。
  - 岩井半三郎 → 岩井半四郎

- 三代目（旧伝四代目） 岩井半四郎
  - 初代の三男、1698–1760。若衆方から立役に。江戸の娘・おまつと婿・四代目市川團十郎のもとで客死。
  - 岩井竹松 → 三代目岩井半四郎

- 岩井半四郎（二代目中村新五郎）
  - 初代中村富十郎の門人から養子、1747–77。
  - 中村初五郎 → 二代目岩井半之助 → 岩井半四郎 → 二代目中村新五郎（天王寺屋）

- 四代目（旧伝五代目） 岩井半四郎
  - 三代目の位牌養子、1747–1800。実父は人形遣いの辰松重三郎。はじめ二代目松本幸四郎（のちの四代目市川團十郎）の門弟。岩井宗家を相続。
  - 松本長松 → 二代目松本七蔵（雑司谷屋）→ 四代目岩井半四郎

- 五代目 岩井半四郎
  - 四代目の子、1776–1847。
  - 初代岩井粂三郎 → 五代目岩井半四郎 → 岩井杜若 → 松下庵永久（隠居名）

- 六代目 岩井半四郎
  - 五代目の長男、1799–1836。
  - 初代岩井久次郎 → 二代目岩井粂三郎 → 六代目岩井半四郎

- 七代目 岩井半四郎
  - 五代目の次男、1804–45。
  - 初代岩井小紫 → 岩井松之助 → 初代岩井紫若 → 七代目岩井半四郎

- 八代目 岩井半四郎
  - 七代目の子、1829–82。
  - 二代目岩井久次郎 → 三代目岩井粂三郎 → 二代目岩井紫若 → 八代目岩井半四郎

- 贈九代目 岩井半四郎（五代目岩井粂三郎）
  - 八代目の養子・四代目岩井粂三郎の子、1882–1945。はじめ四代目澤村源之助の門人。「岩井半四郎」を死後追贈。
  - 岩井紀の丸 → 四代目岩井久次郎 → 五代目岩井粂三郎 → 贈九代目岩井半四郎

- 十代目 岩井半四郎
  - 日本舞踊花柳流の初代花柳壽太郎の長男、1927–2011 。はじめ二代目市川猿之助の門人。
  - 仁科周芳 → 二代目市川笑猿（澤瀉屋）→ 十代目岩井半四郎

- 十一代目 岩井半四郎
  - 10代目の実子でのち贈九代目 岩井半四郎（五代目岩井粂三郎）家の養女。
  - 岩井友見 → 十一代目岩井半四郎